# 土佐山田町 (香美市)
土佐山田町（とさやまだちょう）は、高知県香美市の町丁。郵便番号は782-0036・0041 - 0047。本項ではかつて同区域に存在した香美郡山田野地村（やまだのじむら）、山田町（やまだちょう）についても記す。

## 地理
香美市の中心部の住居表示実施地区の北・東・南を取り囲む区域にあたる。北で土佐山田町植・土佐山田町須江、南で土佐山田町中野・土佐山田町岩積・土佐山田町山田、西で南国市陣山・西山に接し、土佐山田町百石町・土佐山田町旭町・土佐山田町東本町・土佐山田町西本町・土佐山田町宝町・土佐山田町栄町・土佐山田町秦山町・土佐山田町宮前町を内包する。北端で土生川、南端で中井川が境界を成す。東西を国道195号が横断し、北西から北東へ高知県道31号前浜植野線が通過し、南部を高知県道234号土佐山田野市線が掠める。

### 河川
- 土生川
- 上井川
- 中井川

## 歴史
- 1645年（正保元年） - 山田野地開墾始まる[1]。
- 1743年（寛保3年） - 山田野地村（山田野地新田村）の人口1,841人、戸数465戸[2]。
- 幕末 - 香美郡野地村が存在。「旧高旧領取調帳」の記載によると高知藩領。
- 明治4年7月14日（1871年8月29日） - 廃藩置県により高知県の管轄となる。
- 1876年（明治9年） - 山田野地村の人口3,741人、戸数837戸[3]。
- 1889年（明治22年）4月1日 - 町村制の施行により、近世以来の野地村が単独で自治体を形成して山田野地村が発足。
- 1896年（明治29年）1月27日 - 山田野地村が町制施行して山田町となる。
- 1954年（昭和29年）9月1日 - 山田町が佐岡村・片地村・大楠植村・明治村・長岡郡新改村と合併して土佐山田町が発足。同町の大字なしの区域となる。
- 1971年（昭和41年） - 一部の区域より百石町一 - 二丁目・旭町一 - 五丁目・東本町一 - 五丁目・西本町一 - 五丁目・宝町・栄町・秦山町一 - 三丁目・宮前町が起立（現在はいずれも土佐山田町を冠称）。
- 2006年（平成18年）3月1日 - 土佐山田町が香北町・物部村と合併して香美市が発足。同市土佐山田町となる。

## 交通

### 鉄道路線
- 四国旅客鉄道
  - 土讃線
    - 山田西町駅

### バス
香美市営バス
- 西又線
  - 土佐山田駅 - 市役所 - 久次 - 香長小学校 - 繁藤駅 - 西又 - 繁藤駅
- 不寒冬線
  - 土佐山田駅 - 市役所 - 久次 - 香長小学校 - 不寒冬 - 繁藤駅

### 道路
- 国道195号
- 高知県道31号前浜植野線
- 高知県道234号土佐山田野市線

## 施設
- 香美市立美術館
- 香美市立あけぼの保育園
- 土佐山田団地
- 前山墓地公園
- 八坂神社
- 大山神社
- 粟嶋神社
- 野中神社
- 真忠神社